# Rickie Fowler
Rick Yutaka „Rickie“ Fowler (* 13. Dezember 1988 in Murrieta, Kalifornien) ist ein US-amerikanischer Profigolfer.

## Leben
Fowler wurde als Sohn von Lynn und Rod Fowler geboren und hat noch eine jüngere Schwester namens Taylor. Seine Mutter ist Halb-Japanerin, Halb-Diné. In seiner Kindheit pflegte er neben dem Golfspielen das Hobby des Motocrossfahrens, dieses beendete er aber nachdem er sich im Alter von 14 Jahren bei einem Unfall einen dreifachen Fußbruch zuzog. Fortan beschloss Fowler, sich vollständig auf den Golfsport zu konzentrieren.

## Amateurkarriere
Seine erfolgreiche Amateurkarriere begann Rickie Fowler 2005 beim Western Junior, dem ältesten Junioren-Golfturnier in den USA, wo er mit 272 Schlägen den ersten Platz vor David Yujin Chung (273) belegte.
Weitere Erfolge hatte er im Jahr 2007 beim Sunnehanna Amateur Turnier und den Players Amateur Meisterschaften.
Bei den U.S. Open 2008 schaffte er als einer von drei Amateuren den Cut und erreichte den geteilten 60. Platz. Im selben Jahr konnte er den Titel beim Sunnehanna Amateur Turnier verteidigen.
2009 wurde er zum zweiten Mal in die Mannschaft für den Walker Cup berufen. Fowler gewann alle vier Spiele, in denen er eingesetzt wurde.

## Profikarriere

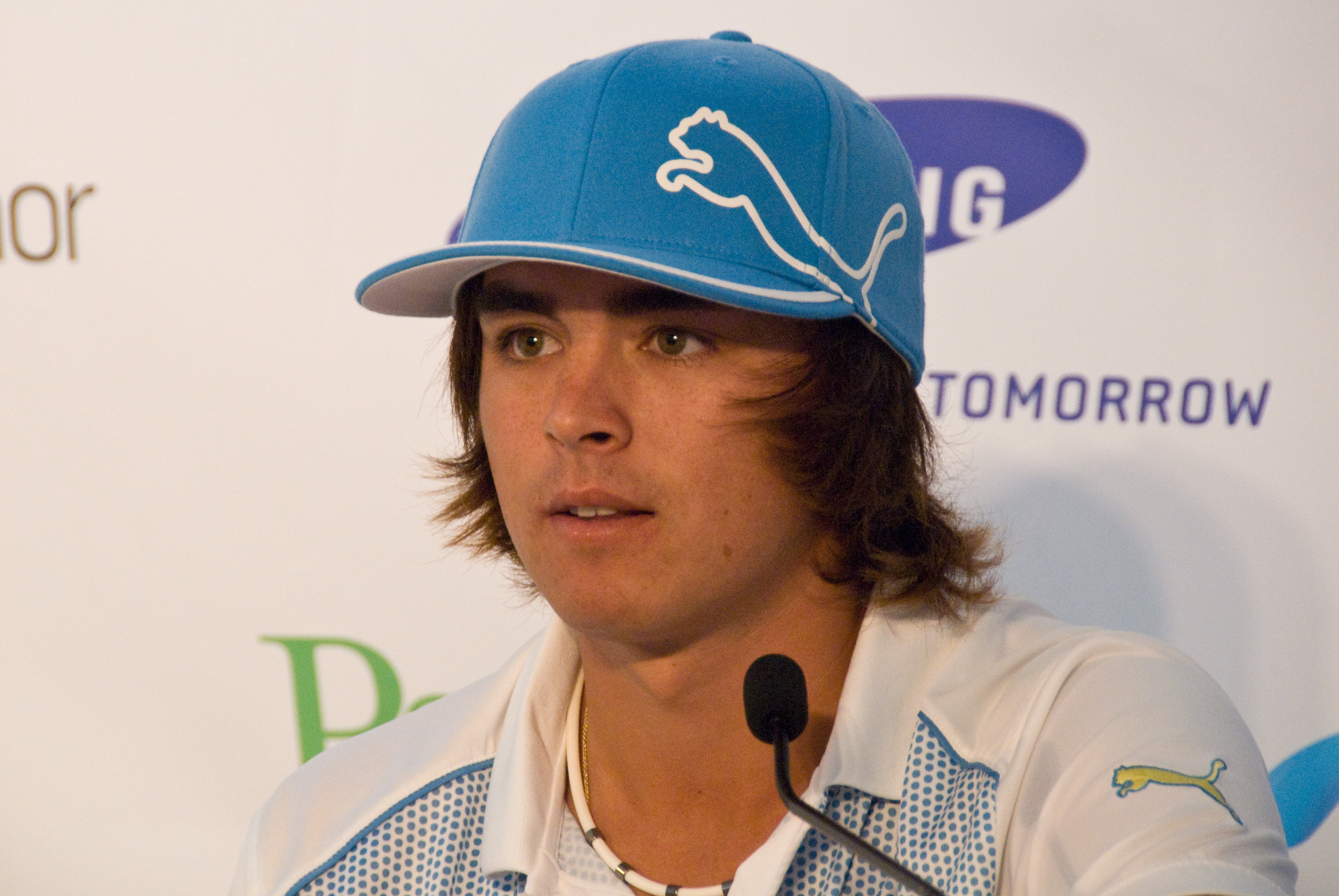
Rickie Fowler, 2010

Nach dem Walker Cup entschied sich Fowler für die Karriere als Profigolfer. Sein erstes Profiturnier spielte er im September 2009 bei den Albertsons Boise Open auf der Nationwide Tour. Im selben Monat unterzeichnete er langfristige Werbeverträge für die Ausrüsterfirmen Titleist und Puma.
Sein Debüt auf der PGA TOUR feierte er im Oktober 2009 bei den Justin Timberlake Shriners Hospitals for Children Open und belegte dort als geteilter Siebter direkt einen Platz in den Top 10. Eine Woche später bei den Frys.com Open hat er knapp den ersten Turniersieg verpasst, er verlor im Stechen gegen Troy Matteson und belegte schließlich den geteilten zweiten Platz.
Im Dezember 2009 erkämpfte er sich mit einem geteilten 15. Platz beim Qualifikationsturnier Q-School eine PGA-Tour-Card 2010, womit er die Startberechtigung auf nahezu allen großen Golfturnieren der PGA TOUR sicher hat.
Weitere Top-Platzierungen kamen bei den Farmers Insurance Open (Januar 2010, geteilter fünfter Platz), den Waste Management Phoenix Open (Februar 2010, zweiter Platz), den Verizon Heritage (April 2010, geteilter achter Platz), den Quail Hollow Championship (Mai 2010, sechster Platz), dem Memorial Tournament (Juni 2010, zweiter Platz) und den Frys.com Open (Oktober 2010, vierter Platz) hinzu. Am Ende der Saison 2010 wurde Fowler von der PGA Tour als Rookie of the Year ausgezeichnet.
Am 7. September 2010 erhielt er von Kapitän Corey Pavin eine von vier Wildcards für das US-Team für den Ryder Cup 2010. In drei eingesetzten Matches holte er insgesamt einen Punkt für das US-Team.
Im Oktober 2011 erlangte Fowler seinen ersten Sieg als Profi-Golfer bei der Kolon Korea Open, einem Turnier der OneAsia Tour. Im Mai 2012 gewann Rickie Fowler zum ersten Mal in seiner Karriere ein Turnier auf der PGA Tour. Er gewann das Wells Fargo Championship, indem er sich im Stechen gegen Rory McIlroy und D.A. Points durchsetzte. Den bis dato größten Erfolg seiner Karriere erreichte er mit dem Sieg der The PLAYERS Championship im Jahr 2015, wo er sich erneut im Stechen durchsetzen konnte. Diesmal gegen Sergio García und Kevin Kisner.

## Privates
Er ist mit Allison Stokke, amerikanische Leichtathletin und Fitness-Model, verheiratet.
In der Komödie Happy Gilmore 2 von 2025 spielt er sich selbst.

## Profi-Siege (9)

### PGA Tour (6)
| Nr. | Datum             | Turnier                    | Vorsprung | Zweitplatzierte(r)             |
| --- | ----------------- | -------------------------- | --------- | ------------------------------ |
| 1.  | 6. Mai 2012       | Wells Fargo Championship   | Playoff   | Rory McIlroy, D.A. Points      |
| 2.  | 10. Mai 2015      | The PLAYERS Championship   | Playoff   | Kevin Kisner, Sergio García    |
| 3.  | 7. September 2015 | Deutsche Bank Championship | 1 Schlag  | Henrik Stenson                 |
| 4.  | 26. Februar 2017  | The Honda Classic          | 4 Schläge | Morgan Hoffmann, Gary Woodland |
| 5.  | 3. Februar 2019   | Phoenix Open               | 2 Schläge | Brendan Grace                  |
|     | 2. Juli 2023      | Rocket Mortgage Classic    | Playoff   | Collin Morikawa, Adam Hadwin   |

### OneAsia Tour (1)
| Nr. | Datum           | Turnier          | Vorsprung | Zweitplatzierte(r) |
| --- | --------------- | ---------------- | --------- | ------------------ |
| 1.  | 9. Oktober 2011 | Kolon Korea Open | 6 Schläge | Rory McIlroy       |

### European Tour (2)
| Nr. | Datum           | Turnier                                 | Vorsprung | Zweitplatzierte(r)             |
| --- | --------------- | --------------------------------------- | --------- | ------------------------------ |
| 1.  | 12. Juli 2015   | Aberdeen Asset Management Scottish Open | 1 Schlag  | Matt Kuchar, Raphaël Jacquelin |
| 2.  | 24. Januar 2016 | Abu Dhabi HSBC Golf Championship        | 1 Schlag  | Thomas Pieters                 |

### Andere Turniersiege (1)
- 2017 Hero World Challenge

## Resultate bei Major Championships
| Tournament        | 2008 | 2009 | 2010 | 2011 | 2012 | 2013 | 2014 | 2015 | 2016 | 2017 | 2018 |
| ----------------- | ---- | ---- | ---- | ---- | ---- | ---- | ---- | ---- | ---- | ---- | ---- |
| Masters           | DNP  | DNP  | DNP  | T38  | T27  | T38  | T5   | T12  | CUT  | T11  | 2    |
| US Open           | T60  | CUT  | DNP  | CUT  | T41  | T10  | T2   | CUT  | CUT  | T5   | T20  |
| Open Championship | DNP  | DNP  | T14  | T5   | T31  | CUT  | T2   | T30  | T46  | T22  | T28  |
| PGA Championship  | DNP  | DNP  | T58  | T51  | CUT  | T19  | T3   | T30  | T33  | T5   | T12  |

| Tournament        | 2019 | 2020 | 2021 | 2022 | 2023 | 2024 | 2025 |
| ----------------- | ---- | ---- | ---- | ---- | ---- | ---- | ---- |
| Masters           | T9   | T29  | DNP  | DNP  | DNP  | T30  | DNP  |
| PGA Championship  | T36  | CUT  | T8   | T23  | CUT  | T23  | CUT  |
| US Open           | T43  | T49  | DNP  | DNP  | T5   | CUT  |      |
| Open Championship | T6   | KT   | T53  | DNP  | T23  | 71   |      |

DNP = nicht teilgenommen

CUT = Cut nicht geschafft

"T" = geteilte Platzierung

KT = Kein Turnier (Ausfall wegen Covid-19)
Grüner Hintergrund für Siege

Gelber Hintergrund für Top 10

## Teilnahmen an Mannschaftswettbewerben
- Ryder Cup: 2010, 2014, 2016 (Sieger), 2018
- Presidents Cup: 2015 (Sieger), 2017 (Sieger)
- World Cup: 2016